# 草堂寺 (西安市)
草堂寺（そうどうじ）は、中華人民共和国陝西省西安市鄠邑区にある仏教寺院。世界唯一の中国仏教の三論宗・華厳宗及び日本仏教の日蓮宗の祖庭として奉られる。

## 歴史
弘始3年（401年）、後秦の第2代皇帝の姚興により創建された。当時は逍遥園と称した。鳩摩羅什は姚興の請来により長安に赴き、逍遥園に住した。後に園内で鳩摩羅什の住まいとする草堂寺を建てた。鳩摩羅什の訳経場は草で屋根を作ったため、「草堂寺」と名付けられた。
隋の大業2年（606年）、李淵は寺院に仏像を寄贈した。
唐の貞観年間（627年 - 649年）、太宗が此に游び、詩を留めている：「一水抱城西、煙靄有無、柱杖僧帰蒼茫外。十万流沙來振錫、三千弟子共翻経。文含金玉知無朽、舌似蘭蘇尚有蓉。堪嘆逍遥園裏事、空餘明月草青青」。開元年間（713年 - 741年）、飛錫法師が寺院に来て仏教を広める。元和年間（806年 - 820年）、圭峰宗密法師は寺院を重修した。華厳宗五祖である圭峰宗密法師は草堂寺で長年著書と講学に励んだことから華厳宗の祖庭ともされている。「棲禅寺」と改称。唐の滅亡後、長年修理を怠ったため破損した。
北宋の乾徳4年（966年）、朝廷は寺院を再建した。再建後に「清涼建福寺」に改名。
金の明昌4年（1193年）、辯正法師は寺院を修復する。講堂を増築した。
清の雍正12年（1734年）、「聖恩寺」と改称。同治年間（1862年 - 1874年）の兵火により焼失している。光緒7年（1881年）に土石流で倒壊。
1952年より、地元政府は寺院を修復する。1956年8月6日、陝西省人民政府は仏寺を陝西省文物保護単位に認定した。1983年、中華人民共和国国務院は仏寺を漢族地区仏教全国重点寺院に認定した。

## 伽藍

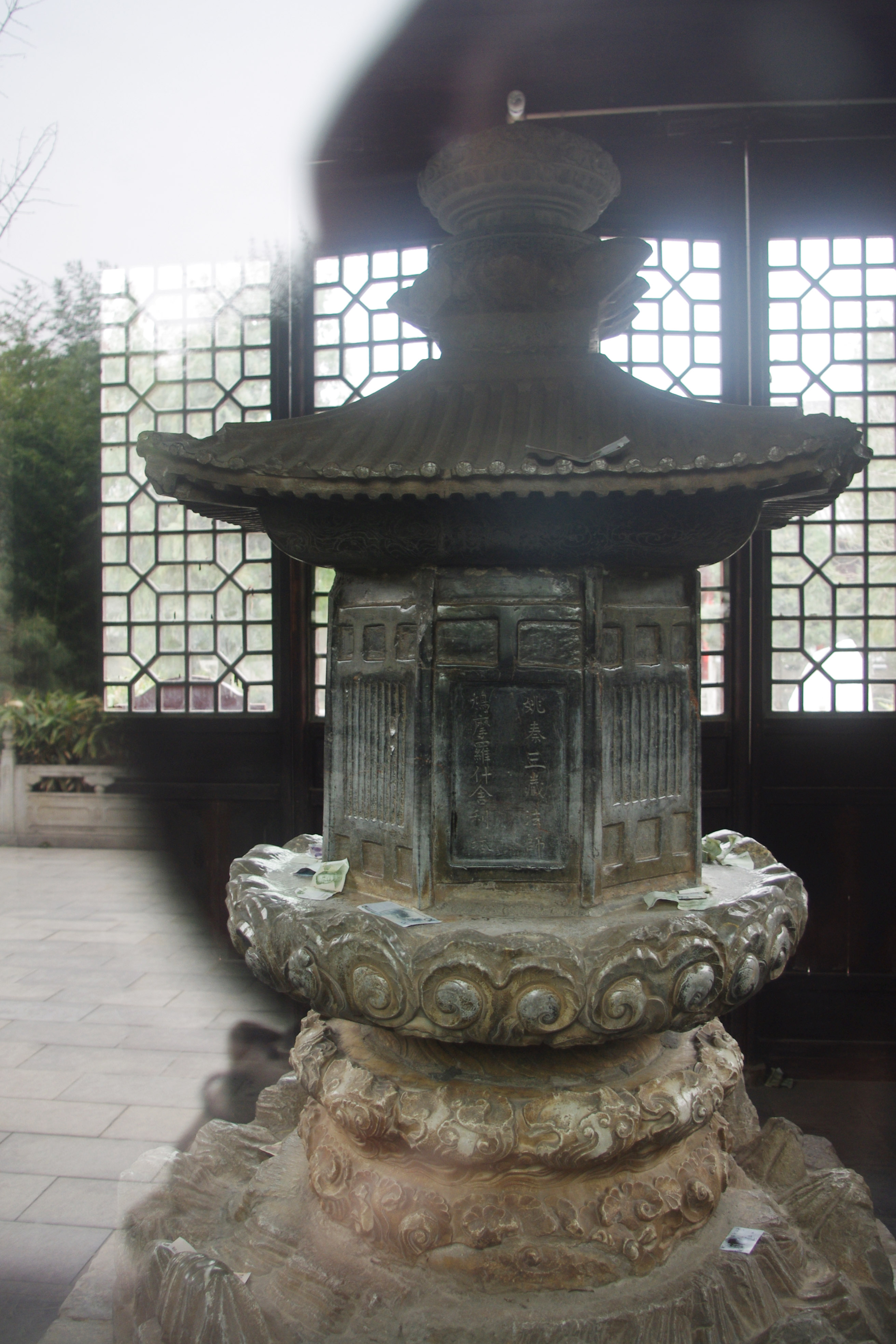
鳩摩羅什の舎利塔

山門、天王殿、大雄宝殿、大悲殿、法堂、蔵経閣、鳩摩羅什紀念堂